# 萨尔萨莱霍
萨尔萨莱霍，是西班牙马德里自治区的一个市镇。总面积21平方公里，总人口1171人（2001年），人口密度56人/平方公里。